# Jean-Pierre Rey (photographe)
Pour les articles homonymes, voir Jean-Pierre Rey et Rey.
Ne doit pas être confondu avec Pierre-Jean Rey.
Jean-Pierre Rey (Aubigné-Racan, 8 mars 1936 - Paris, 16 mai 1995) est un journaliste français, photographe et reporter.
Jean-Pierre Rey fut reporter-photographe et journaliste professionnel de 1965 à 1995. Il a travaillé au Nouvel Observateur, à La Vie ouvrière et au Canard enchaîné.
Il est l'auteur de la célèbre photographie intitulée la Marianne de Mai 68  qui a fait le tour du monde pour illustrer les événements de Mai 68.

## Biographie
Jean-Pierre Rey a été le photographe du Nouvel Observateur, où il fut salarié de 1972 à 1995 et a effectué de nombreux reportages en compagnie d'Yvon Le Vaillant, François Caviglioli, Marie Müller...
Membre du syndicat SNJ-CGT et de l'ANJRP,  il a milité activement pour la reconnaissance des droits pour les photographes (sécurité sociale, droits d'auteur, propriété intellectuelle...) 
Il a travaillé, comme reporter-photographe indépendant (pigiste), pour La Vie ouvrière de 1965 à 1995.
Il a travaillé pour Le Canard enchaîné, notamment pendant l'affaire des micros du Canard et des diamants de Bokassa.
En 1966, il monte en compagnie de photographes (André Sas, Théves, Claude Fromenti, Marcel Pevsner...) le studio Orop, studio et laboratoire photographique.
À la même époque, il est contacté par l'équipe historique de l'agence Gamma (Raymond Depardon, Hugues Vassal, Hubert Henrotte et Jean Monteux) pour rejoindre l'agence. Il refuse pour se consacrer exclusivement à la prise de vue.
En Mai 68, il couvre les événements des mois de mai et juin 1968 essentiellement dans le Quartier-Latin, les manifestations et les émeutes des 3, 6, 10, 13 et 23 mai et du mois de juin.
Le 13 mai 1968, il photographie La Marianne de 68, photographie instantanément reprise dans la presse nationale (Paris-Match n° 998 du 15 juin 68) et internationale (Life Magazine du 24 mai 1968) et assimilée au tableau d'Eugène Delacroix La Liberté guidant le peuple, image devenue emblématique des événements de Mai 68.
Le 23 mai il est victime de la répression policière à l'encontre des journalistes porteurs du brassard « Presse ».
Il fait la couverture du premier livre de PPDA³, la couverture de Paris Match et du Matin de Paris.
Il effectue de nombreux reportages à l'étranger, notamment auprès des groupes armés érythréens en Éthiopie et au Soudan en 1976. Puis dans les camps de Chabra et Chatila au Liban. 
Il couvre l'actualité nationale (sociale, politique, culturelle) et internationale pour Le Nouvel Observateur.

## Hommage
« L'ami de toute notre rédaction s'éloigne et le photographe nous laisse ses clichés si sensibles, si proche de la vie, repères de ce chemin commun en quête de justice et de mieux être. Collaborateur du Nouvel Observateur, du Canard enchaîné et de La Vie ouvrière, Jean-Pierre a partagé depuis plus de vingt ans, avec la rédaction de notre journal, la complicité de nombreux reportages. Au cœur des luttes sociales et autour de la planète. Nous avons apprécié son talent, son œil, son sens de l'image aux services d'idées fortes. Nous avons aussi partagé des moments d'amitiés avec cet homme humble, sensible, solidaire. »
Extrait de l'hommage rendu, à l'ami Jean-Pierre Rey, dans La Vie ouvrière no 2647. mai 1995

## Œuvres et publications
De nombreuses photographies de Jean-Pierre Rey ont et font l'objet de publications pour illustrer des ouvrages, des articles, expositions ou des documentaires sur la période de l'histoire sociale et contemporaine.

## Presse
- Paris Match no 2036. Album historique/Mai 68/récit complet. Couverture. mai 1988.
- Paris Match no 1511. page 79. mai 1978.
- Le Canard enchaîné du 10 octobre 1979.
- Le Canard enchaîné du 5 décembre 1973.

## Expositions
- Un regard sur Mai 68
- Icônes de Mai 68, les images ont une histoire

## Législation
- Droit à l'image et illustration d'événements historiques, Cour d'appel de Versailles (1er chambre A) 7 décembre 2000.
- Caroline de Bendern c/ Agence de presse Gamma. Légipresse no 179. pages 35-36, mars 2001.